# West Michigan Regional Airport
West Michigan Regional Airport is een vliegveld in Holland, Michigan. Het vliegveld is eigendom van de stad Holland en heeft één baan met een lengte van 1909 meter. Het vliegveld heeft ca. 144 vliegbewegingen per dag.
Vroeger droeg het vliegveld de naam Tulip City Airport deze naam refereerde aan het feit dat Nederland (of Holland) internationaal bekendstaat om zijn tulpen.